# Jaime Bateman Cayón
Jaime Bateman Cayón   (Santa Marta, 23 d'abril de 1940 - Kuna Yala i Panamà, 28 d'abril de 1983) va ser un guerriller colombià. Va ser inicialment membre de la guerrilla de les Forces Armades Revolucionàries de Colòmbia (FARC) i, posteriorment, cofundador de la guerrilla urbana del Moviment 19 d'abril (M-19), de la qual en va ser un dels seus líders més destacats fins a la seva mort en un accident aeri a les selves de la província de Darién.

## Biografia
Va néixer a Santa Marta, el 23 d'abril del 1940, segon fill de Carlos Manuel Bateman De Andréis i Clementina Cayón Ebratt. Jaime Bateman va créixer en un ambient familiar polític: la seva mare va ser militant del Moviment Revolucionari Liberal, grup polític dissident del Partit Liberal Colombià fundat per Alfonso López Michelsen. Bateman va ser criat pel seu padrastre Jorge Olarte Blanco i va viure a prop de les instal·lacions de la multinacional estatunidenca United Fruit Company. Als vuit anys, Bateman va ser atropellat per un autobús a Barranquilla, on la família s'havia traslladat per motius laborals del seu padrastre. En aquest accident va resultar fracturada la seva cama esquerra que gairebé perd per una negligència mèdica. Sempre va viure amb el defecte de la cama i amb el risc de perdre-la. Com a teràpia practicava la natació. Tot i la seva coixesa d'infància, es va caracteritzar pel seu caràcter festiu.

### Afiliació al comunisme
Als 16 anys va conèixer el company de la seva germana gran Matilde, Carlos Romero, que acabava d'arribar d'Argentina on havia estat militant actiu del Partit Comunista durant la presidència de Juan Domingo Perón. Romero va influir en Bateman i el va convèncer d'ingressar a les Joventuts Comunistes (JUCO) i de formar el primer grup comunista del departament de Magdalena.
En 1957, quan era estudiant del Liceu Celedón, van esclatar a Colòmbia vagues civils per a protestar contra la dictadura militar de Gustavo Rojas Pinilla. Les vagues van ser organitzades pels dos principals partits polítics colombians, el Liberal i el Conservador. Bateman va participar a les marxes com a activista estudiantil. Per aquesta època, una altra de les seves influències va ser la del llavors sacerdot catòlic Camilo Torres Restrepo.
Es va mudar a Bogotà el 1958 quan Carlos Romero i la seva germana es van casar. A Bogotà va estudiar al Col·legi Panamericà i va participar a la JUCO. El 1963 va ser arrestat durant un mes per distribuir propaganda subversiva i després va ser arrestat novament per participar en una protesta en denúncia de l'alt cost de la vida. Es va convertir en secretari polític de la JUCO i el 1963 va participar com a delegat de l'organització al setzè congrés del Komsomol a Moscou, on va rebre un curs de ciència política.

#### Militància a les FARC
Bateman va ser membre de les Forces Armades Revolucionàries de Colòmbia (FARC-EP), on va ser secretari de Manuel Marulanda Vélez, i va rebre influències de Ciro Trujillo i Jacobo Arenas. En aquesta guerrilla tenia la tasca d'instruir els guerrillers en la ideologia marxista-leninista. Bateman va ser expulsat (al costat de Luis Otero Cifuentes i Yamel Riaño) aparentment per contrariar les idees de les FARC-EP, atès que insistien a portar la lluita armada a la ciutat, on estigués la massa urbana, i per contradiccions amb l'organització.

#### Sorgiment de l'M-19
Provinent de les FARC-EP i després de diverses acusacions de frau en les eleccions presidencials del 19 d'abril de 1970, on el candidat de l'Aliança Nacional Popular (ANAPO) Gustavo Rojas Pinilla va perdre amb el candidat oficialista del Front Nacional Misael Pastrana, aquest context va originar la formació d'un grup anomenat Comuneros integrat per membres socialistes de l'ANAPO, que juntament amb exguerrillers i membres d'altres projectes d'esquerra o alternatius com Carlos Toledo Plata, Yamel Riaño, Luis Otero Cifuentes, Afrani Parra Guzmán, Germán Rojas Nen, Iván Marino Ospina, Arjaad Artvara Loewenherz i María Eugenia Vásquez, entre d'altres, van fundar el 1973 el Moviment 19 d'abril (M-19), del qual Bateman va ser el seu comandant fins al dia de la seva mort.
Bateman va proposar la necessitat de crear un moviment nacionalista i bolivarià. Per a això va prendre diversos elements de la cultura del Carib, com la cançó vallenata La ley del embudo, que va proposar que fos considerada l'himne del moviment car tracta dels problemes socials que enfrontava el país, i de la incapacitat dels polítics per resoldre'ls.

Per a donar a conèixer l'M-19, el moviment va desplegar una campanya publicitària a El Tiempo amb anuncis classificats, amb els quals van cridar l'atenció de la ciutadania ja que feia la impressió de ser el llançament d'un producte comercial i no el sorgiment d'una guerrilla urbana revolucionària. Això com antecedent al robatori de l'espasa de Bolívar, al gener de 1974, ideat per Bateman, que va fer d'altaveu definitivament el sorgiment de l'M-19 a Colòmbia, que també robava camions de llet per repartir-la als barris populars. El 15 de febrer de 1976, l'M-19 va realitzar el segrest i posterior assassinat el 19 d'abril de 1976 a Bogotà del líder sindical de la Confederació de Treballadors de Colòmbia: José Raquel Mercado acusat de «traïció a la pàtria, a la classe obrera i d'enemic del poble».
| «               | Declaració sobre la mort de José Raquel Mercado: «La decisió d'ajusticiar-lo la vam sotmetre al veredicte popular: la gent va escriure als carrers "sí" o "no". La CTC va fer una gran campanya de cartells perquè no l'afuselléssim, els sindicats van discutir la qüestió, alguns membres de la CTC van dir fins i tot públicament que a Mercado calia ajusticiar-ho. Ell estava lliurat totalment a l'imperialisme: a l'interrogatori que li vam fer va reconèixer que treballava per als estatunidencs i que li pagaven amb xecs. Nosaltres vam editar cinc-cents mil exemplars d'un fulletó on presentàvem les proves en contra». | » |
| — Jaime Bateman | |   |

El 19 d'agost de 1977 l'M-19 va realitzar el segrest de l'industrial, exministre d'agricultura i gerent d'Indupalma Hugo Ferreira Neira per a pressionar les negociacions amb el sindicat d'aquesta empresa al sud del departament del Cesar. Després d'obtenir les seves demandes va ser alliberat en una església el 14 de setembre en el marc de les manifestacions nacionals contra el govern d'Alfonso López Michelsen.
L'M-19 va efectuar el robatori d'armes de la caserna del Cantón Norte (5.000 armes de l'Exèrcit Nacional, inclòs el fusell del capellà Camilo Torres Restrepo) l'1 de gener de 1979 que va donar lloc a polítiques més repressives per part del govern colombià. En resposta a l'empresonament de la majoria dels seus membres, l'M-19 va realitzar la presa de l'ambaixada de la República Dominicana el 27 de febrer al 25 d'abril de 1980. Al març, Bateman va dirigir la presa de la localitat de Mocoa, al departament de Putumayo, la primera a una capital de la llavors Intendència del Putumayo. L'M-19 va atacar la Casa de Nariño, la residència oficial de la presidència de Colòmbia, amb morters el 20 de juliol de 1981. També va realitzar el segrest de Marta Nieves Ochoa el 1981, germana dels germans Ochoa del càrtel de Medellín, a més de l'intent de segrest de Carlos Lehder del mateix càrtel, fet que va desencadenar la creació de Muerte A Secuestradores (MAS), el primer grup paramilitar finançat pel narcotràfic a Colòmbia.

## Mort

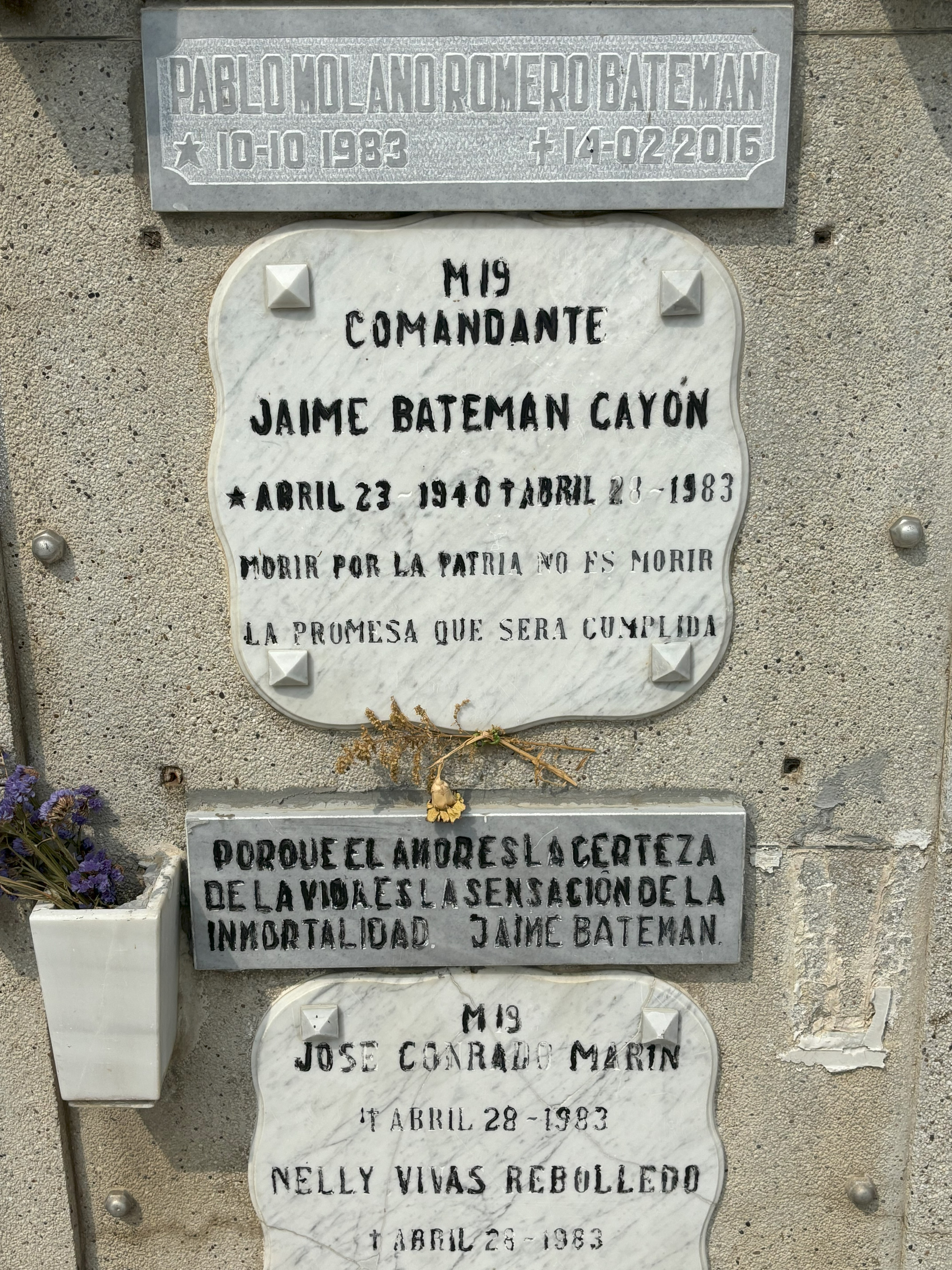
Tomba de Bateman al cementiri Sant Miquel de Santa Marta

Jaime Bateman va morir el 28 d'abril de 1983 en un accident aeri quan volava de Santa Marta a Panamà. L'acompanyaven el polític conservador Antonio Escobar Bravo, que pilotejava una avioneta monomotor Piper PA-28 Cherokee amb matrícula colombiana HK 2139P, i els guerrillers Nelly Vivas i Conrado Marín. Aquesta aeronau es va enlairar a les 7.45 del matí de l'aeroport internacional Simón Bolívar de Santa Marta i el seu destí final era l'aeroport civil panameny de Paitilla. Els cossos van estar desapareguts nou mesos fins que van ser trobats als contraforts de la muntanya Kitankuntiki de la comarca panamenya de San Blas per indígenes kunes. Les restes de Bateman van ser sepultades al cementiri Sant Miquel de Santa Marta el 21 de febrer de 1984, enmig d'una gran afluència de simpatitzants. Gabriel García Márquez va escriure un reportatge sobre la seva mort (el primer després de l'obtenció del premi Nobel de Literatura el 1982).
Aquesta mort va provocar que la comandància general de l'M-19 fos assumida per la seva mà dreta Iván Marino Ospina, que va ser reemplaçat per Álvaro Fayad poc abans del seu assassinat el 1985. Fayad va ser assassinat el 1986 i la comandància va passar a Carlos Pizarro, també assassinat el 1990 després del procés de pau i essent candidat presidencial.

## Llegat
A la Universitat Pedagògica, la Universitat Distrital Francisco José de Caldas i la Universitat Nacional de Colòmbia, entre altres institucions educatives públiques colombianes, així com a la ciutat de Santa Marta, es troben plaques d'homenatge a Jaume Bateman, murals i banderes elaborades pels moviments estudiantils d'aquestes institucions. Les seves idees han estat rememorades per moviments d'esquerra radical i progressistes com la Colòmbia Humana del president Gustavo Petro. Un barri a Ipiales du el seu nom.
El seu nom va ser usat per altres organitzacions guerrilleres que van succeir l'M-19 com a dissidències del grup posteriors a l'abandonament de les armes el 1990, en especial el Moviment Jaime Bateman Cayón, un front de l'Exèrcit d'Alliberament Nacional (ELN) i moviments clandestins.